# Голохвастов, Александр Яковлевич
Александр Яковлевич Голохвастов — московский дворянин и дипломат в княжении Ивана III Васильевича и Василия III Ивановича.

## Биография
Посол при великом князе Иване III. Правил посольство к литовскому великому князю Александру о пограничных столкновениях (1493). Провожал в Литву великую княгиню Елену Ивановну (1495).  Отправлен с посольством в Литву, где должен был указать на недопустимость грабежей, которым подвергались русские купцы (1498). Отправлен послом к турецкому султану Баязету II (1500), привез от него грамоту о свободной торговле русских в турецких владениях. Ездил послом к кафинскому султану по делу об убиении турками московского посла Кутузова (1502). Под конец жизни постригся в монахи.